# Mike Baird (político)
Michael Bruce "Mike" Baird MP (nacido el 1 de abril de 1968), político australiano. Es el 44.º primer ministro de Nueva Gales del Sur. También es ministro de Infraestructura, ministro de Sídney Occidental. Ha representado a la sede de la Asamblea Legislativa de Nueva Gales del Sur de Manly para el Partido Liberal de Australia desde 2007. Antes de convertirse en primer ministro, fue Tesorero de Nueva Gales del Sur en el gobierno de O'Farrell.

## Primeros años
El padre de Baird, Bruce Baird, fue miembro del Parlamento de Nueva Gales del Sur en representación de Northcott, y miembro de la Cámara de Representantes de Australia, en representación de Cook, por el Partido Liberal.
Baird asistió a The King's School, Parramatta. Estudió para una Licenciatura en Artes (Economía) de la Universidad de Sídney. Baird se unió al National Australia Bank (NAB) bajo un programa de postgrado trabajando como banquero de inversiones. Más tarde se unió a Deutsche Bank como gerente sénior.
Baird es cristiano. Estudió en Regent College, en Canadá, para poder ser ministro en la Iglesia Anglicana, pero mientras estuvo allí decidió entrar en política. En 1999, intentó sin éxito ser elegido como candidato del Partido Liberal para la sede de Manly. Luego regresó a la NAB, trabajando por un tiempo en Londres, antes de regresar a Sídney para trabajar para HSBC Australia.

## Carrera política
Baird fue elegido miembro del Parlamento de Nueva Gales del Sur en 2007. Se le dio un número de ministerios sombra júnior y en el 2008 fue nombrado Tesorero Sombra. Tras la elección del gobierno de O'Farrell en 2011, Baird fue nombrado Tesorero,
Baird se ha opuesto a la bebida peligrosa, a la investigación del tronco embrionario, a la eutanasia y al matrimonio entre personas del mismo sexo.

### Primer ministro de Nueva Gales del Sur
Tras la dimisión de Barry O'Farrell, el 17 de abril de 2014 Baird fue elegido líder parlamentario del Partido Liberal de Nueva Gales del Sur, y el 23 de abril prestó juramento como el 44.º primer ministro de Nueva Gales del Sur.